# 大叶兰市镇
大叶兰市镇（俄语：Большееланское муниципальное образование）是俄罗斯联邦伊尔库茨克州乌索利耶区所属的一个市镇。其下辖有7个居民点，行政中心为大叶兰。据2016年统计，该市镇的人口为3064人。